# Чемпіонат Словенської республіки з футболу
Чемпіонат Словенської республіки з футболу (словен. Slovenska republiška nogometna liga)  — футбольне змагання для клубів Словенії в часи перебування країни у складі Югославії. До другої світової війни носило назву Чемпіонат футбольної асоціації Любляни. В часи СФРЮ це була одна з зон третього дивізіону національної футбольної ліги. 

## Чемпіонат футбольної асоціації Любляни
Футбольна асоціація в місті Любляна була створена в 1920 році. Тоді ж почали проводитись футбольні змагання в регіоні. Чемпіонат був поділений на три зони: Любляна, Марибор і Цельє. Переможці зон грали між собою у стикових матчах. З 1923 року в Югославії почали проводити національний чемпіонат, тому переможець Чемпіонату футбольної асоціації Любляни отримував путівку до національного чемпіонату або ж, пізніше, до його кваліфікації. 
| Сезон   | Переможець           | Друге місце          | Рахунок         |
| ------- | -------------------- | -------------------- | --------------- |
| 1920    | Ілірія (Любляна)     | Рапід (Марібор)      | груповий турнір |
| 1921    | Ілірія (Любляна)     | Атлетік (Цельє)      | 7:2             |
| 1921-22 | Ілірія (Любляна)     | ССК Марібор          | 5:1             |
| 1922-23 | Ілірія (Любляна)     | ССК Марібор          | 6:1             |
| 1923-24 | Ілірія (Любляна)     | ССК Марібор          | 5:0             |
| 1924-25 | Ілірія (Любляна)     | Рапід (Марібор)      | груповий турнір |
| 1925-26 | Ілірія (Любляна)     | Рапід (Марібор)      | 6:1             |
| 1926-27 | Ілірія (Любляна)     | Рапід (Марибор)      | 4:3             |
| 1927-28 | Приморьє (Любляна)   | Ілірія (Любляна)     | 2:1             |
| 1928-29 | Приморьє (Любляна)   | ССК Марібор          | 7:3, 5:4        |
| 1929-30 | Ілірія (Любляна)     | ССК Марібор          | 3:5, 4:1        |
| 1930-31 | ССК Марібор          | Свобода (Любляяна)   | 7:2, 6:0        |
| 1931-32 | Ілірія (Любляна)     | Пріморьє (Любляна)   | груповий турнір |
| 1932-33 | ССК Марібор          | Рапід (Марібор)      | груповий турнір |
| 1933-34 | Ілірія (Любляна)     | Железнічар (Марібор) | груповий турнір |
| 1934-35 | Ілірія (Любляна)     | Железнічар (Марібор) | груповий турнір |
| 1935-36 | СК Любляна           | Чаковецький ШК       | груповий турнір |
| 1936-37 | Железнічар (Марібор) |                      |                 |
| 1937-38 | ЧСК Чаковець         |                      |                 |
| 1938-39 | ССК Марібор          |                      |                 |
| 1939-40 | Железнічар (Марібор) |                      |                 |
| 1940-41 | СК Любляна           |                      |                 |

## Чемпіонат республіки Словенія в часи СФРЮ
| Сезон   | Переможець                                        | Словенські клуби у вищих дивізіонах                                                           |
| ------- | ------------------------------------------------- | --------------------------------------------------------------------------------------------- |
| 1946    | Нафта (Лендава)                                   |                                                                                               |
| 1946–47 | Енотмост                                          | Нафта (Лендава) (I)                                                                           |
| 1947–48 | Гарнізія (Любляна)                                | Енотмост (II)                                                                                 |
| 1948–49 | Железнічар (Любляна)                              | Одред (II)                                                                                    |
| 1950    | Коротан (Краньї)                                  | Одред (II), Рудар (Трибов’є), Железнічар (Любляна) (III)                                      |
| 1951    | Коротан (Краньї)                                  | Одред, Рудар (Трибов’є) (II)                                                                  |
| 1952    | Одред                                             |                                                                                               |
| 1952–53 | Захід: Коротан (Краньї) Схід: Кладівар (Цельє)    | Одред, Бранік (Марибор), Железнічар (Любляна), Рудар (Трибов’є) (IR-II)                       |
| 1953–54 | Захід: Піран Схід: «Железгнічар» (Марібор)        | Одред (I), Бранік (Марибор) (II), Любляна, Кладівар (Цельє), Коротан (Краньї), Ізола (IR-III) |
| 1954–55 | Захід: Железнічар (Горіца) Схід: Рудар (Трибов’є) | Одред (II), Любляна, Бранік (Марибор), ЖДЗ (Марибор), Кладівар (Цельє) (IR-III)               |
| 1955–56 | зональна система                                  | Одред, Любляна, Бранік (Марибор), Нова Горіца (II)                                            |
| 1956–57 | зональна система                                  | Любляна, Одред (II)                                                                           |
| 1957–58 | зональна система                                  | Одред, Бранік (Марибор), Любляна (II)                                                         |
| 1958–59 | Бранік (Марібор)                                  | Одред (II)                                                                                    |
| 1959–60 | Бранік (Марібор)                                  | Одред (II)                                                                                    |
| 1960–61 | Марибор                                           | Одред (II)                                                                                    |
| 1961–62 | Олімпія                                           | Марибор (II)                                                                                  |
| 1962–63 | Любляна                                           | Марибор, Олімпія (II)                                                                         |
| 1963–64 | Кладівар (Цельє)                                  | Марибор, Олімпія (II)                                                                         |
| 1964–65 | Слован (Любляна)                                  | Олімпія, Марибор, Кладівар (Цельє) (II)                                                       |
| 1965–66 | Алюміній                                          | Олімпія (I), Марибор, Слован (Любляна) (II)                                                   |
| 1966–67 | Любляна                                           | Олімпія (I), Марибор, Алюміній (II)                                                           |
| 1967–68 | Любляна                                           | Олімпія, Марибор (I), Алюміній (II)                                                           |
| 1968–69 | Железнічар (Марібор)                              | Олімпія, Марибор (I), Любляна, Мура, Алюміній (II)                                            |
| 1969–70 | Мура                                              | Марибор, Олімпія (I), Железнічар (Марібор), Любляна (II)                                      |
| 1970–71 | Меркатор (Любляна)                                | Олімпія, Марибор (I), Любляна, Железнічар (Марібор), Мура (II)                                |
| 1971–72 | Рудар (Трибовьє)                                  | Олімпія, Марибор (I), Мура, Меркатор (Любляна), Любляна, Железнічар (Марібор) (II)            |
| 1972–73 | Железнічар (Марібор)                              | Олімпія (I), Марибор, Мура, Меркатор (Любляна), Рудар (Трибовьє) (II)                         |
| 1973–74 | Рудар (Трибовьє)                                  | Олімпія (I), Марибор, Мура, Меркатор (Любляна) (II)                                           |
| 1974–75 | Меркатор (Любляна)                                | Олімпія (I), Марибор, Рудар (Трибовьє) (II)                                                   |
| 1975–76 | Марибор                                           | Олімпія (I), Меркатор (Любляна) (II)                                                          |
| 1976–77 | Рудар (Веленьє)                                   | Олімпія (I), Марибор, Меркатор (Любляна) (II)                                                 |
| 1977–78 | Меркатор (Любляна)                                | Олімпія (I), Марибор, Рудар (Веленьє) (II)                                                    |
| 1978–79 | Рудар (Трибовьє)                                  | Олімпія (I), Марибор, Рудар (Веленьє), Меркатор (Любляна) (II)                                |
| 1979–80 | Меркатор (Любляна)                                | Олімпія (I), Марибор, Рудар (Веленьє), Рудар (Трибовьє) (II)                                  |
| 1980–81 | Смартно                                           | Олімпія (I), Марибор, Свобода, Рудар (Веленьє) (II)                                           |
| 1981–82 | Марибор                                           | Олімпія (I), Рудар (Веленьє), Свобода (II)                                                    |
| 1982–83 | Слован (Любляна)                                  | Олімпія (I), Марибор (II)                                                                     |
| 1983–84 | Марибор                                           | Олімпія (I), Слован (Любляна) (II)                                                            |
| 1984–85 | Копер                                             | Олімпія, Марибор (II)                                                                         |
| 1985–86 | Марибор                                           | Копер (II)                                                                                    |
| 1986–87 | Олімпія                                           | Марибор (II)                                                                                  |
| 1987–88 | Копер                                             | Олімпія (II)                                                                                  |
| 1988–89 | Любляна                                           | Олімпія (II), Koper, Марибор, Слован (Любляна), Рудар (Трибовьє) (IR-III)                     |
| 1989–90 | Ізола                                             | Олімпія (I), Марибор, Копер, Любляна (IR-III)                                                 |
| 1990–91 | Рудар (Веленьє)                                   | Олімпія (I), Ізола, Марибор, Копер (IR-III)                                                   |